# Satomi Ichikawa
Satomi Ichikawa (市川 里美, Ichikawa Satomi), née le 15 janvier 1949 à Gifu est une illustratrice et auteure de littérature de jeunesse japonaise. Elle a gagné de nombreux prix en reconnaissance de son travail.

## Biographie
Satomi Ichikawa s’installe à Paris en décembre 1971 à l'âge de vingt-deux ans, après avoir obtenu son diplôme universitaire au Japon, mais sans emploi et sans savoir parler un mot de français. Elle occupe un emploi de fille au pair auprès d'enfants tout en étudiant la langue.
Elle n'a alors aucune expérience artistique, mais commence à dessiner immédiatement après avoir vu une œuvre du peintre Louis-Maurice Boutet de Monvel (1850-1913) dans la vitrine d’une librairie.

Dans une interview de 2020 au magazine français Télérama, elle se souvient avec émerveillement de son arrivée à Paris : 

« Woah ! Le premier jour, je me suis dit : Je reste, à tout prix ! Les toits avec les cheminées ! Les vieux bâtiments, les rues ! Encore aujourd'hui, je suis émerveillée par tant de beauté chaque jour. »

— Satomi Ichikawa
À la recherche d'un emploi pour financer sa détermination à rester à Paris, lors de vacances à Londres, elle visite une librairie et copie les noms et adresses des maisons d'édition populaires de livres pour enfants. Son premier titre original a été publié par l'éditeur britannique Heinemann en 1975.
En 2022, elle continue à créer des livres originaux pour enfants depuis sa maison d'édition parisienne. Beaucoup de ses titres incluent des représentations de deux de ses plus grands hobbies : la danse et la collection de poupées.

## Œuvres
- Suzette et Nicolas dans leur jardin, texte d'Henriette Robitaillie, Paris, Éditions Gautier-Languereau, 1976
- Suzette et Nicolas au marché, Paris, Éditions Gautier-Languereau, 1977
- Suzette et Nicolas. L'Horloge des 4 saisons, texte de Marie-France Mangin, Paris, Éditions Gautier-Languereau, 1977
- Suzette et Nicolas et le cirque des enfants, texte de Marie-France Mangin, Paris, Éditions Gautier-Languereau, 1978
- Friends, Tournai, Belgique, Éditions Casterman, 1979
- Amusons-nous, Cynthia Mitchell, adaptation de Marie-France Mangin, Paris, Éditions Gautier-Languereau, 1979
- Suzette et Nicolas aiment les animaux,texte de Marcelle Vérité, Paris, Éditions Gautier-Languereau, 1980
- Le Meilleur des mauvais élèves , texte de Marie-Pierre Daninos, Paris, Éditions Gautier-Languereau, 1980
- La Joyeuse Semaine de Suzette et Nicolas, texte de Martine Jauréguiberry, Paris, Éditions Gautier-Languereau, 1981
- Suzette et Nicolas. L'année en fêtes, texte de Résie Pouyanne, Paris, Éditions Gautier-Languereau, 1982
- Au pas, au trot, au galop, texte de Marcelle Vérité, Paris, Éditions Gautier-Languereau, 1982
- Jouets, texte de Marcelle Vérité, Paris, Éditions Gautier-Languereau, 1983
- Le Livre de Noël, texte de Robina Beckles Willson, trad. par Marcelle Vérité, Paris, Éditions Gautier-Languereau, 1983
- Suzette et Nicolas font le tour du monde, texte de Résie Pouyanne, Paris, Éditions Gautier-Languereau, 1984
- Le Livre des anniversaires, texte d'Elizabeth Laird, Paris, Éditions Gautier-Languereau, 1987 ; rééd. Éditions Gründ, 1992
- Cloud Casse-Tout, texte de Sylvie Clouzeau, Paris, Éditions Gautier-Languereau, 1988
- Les Amis du vieux château, Paris, Éditions l’École des Loisirs, 1989
- Danse, Tania !, texte de Patricia Lee Gauch, trad. par Catherine Chicandard, Paris, Éditions Gautier-Languereau, 1989
- La Vraie Place des étoiles, Paris, Éditions l’École des Loisirs, 1989
- Nora et le bébé canard, Paris, Éditions l’École des Loisirs, 1991
- Tanya la ballerine, texte de Patricia Lee Gauch, Paris, Éditions l’École des Loisirs, 1992
- Le Jardin de Rosie, texte d'Elizabeth Laird, Paris, Éditions Gründ, 1992
- Nora et le mouton glouton, Paris, Éditions l’École des Loisirs, 1993
- Aussi loin que tu voudras !, Paris, Éditions l’École des Loisirs, 1996
- Chasse aux trésors, Paris, Éditions l’École des Loisirs, 1997
- L’hiver de Rosie, texte d'Elizabeth Laird, Paris, Éditions Gründ, 1997
- Y a-t-il des ours en Afrique ?, Paris, Éditions l’École des Loisirs, 1998
- La Robe de Noël, Paris, Éditions l’École des Loisirs, 1999
- Shyam et Shankar, Paris, Éditions l’École des Loisirs, 2000
- Baobonbon, Paris, Éditions l’École des Loisirs, 2001
- Mon cochon Amarillo. Une histoire du Guatemala, Paris, Éditions l’École des Loisirs, 2002
- Mon tout petit amour, texte de Maryann K. Cusimano, Paris, Éditions Albin Michel Jeunesse, 2003
- Le Magasin de mon père, Paris, Éditions l’École des Loisirs, 2004
- Ma chèvre Karam-Karam, Paris, Éditions l’École des Loisirs, 2005
- Mon plus beau cadeau, c’est toi !, Paris, Éditions Albin Michel Jeunesse, 2006
- Le Papillon de Boun, Paris, Éditions l’École des Loisirs, 2006
- Dalla-dalla, Paris, Éditions l’École des Loisirs, 2007
- Pangou le pingouin, Paris, Éditions l’École des Loisirs, 2007
- De la glace aux pommes de terre ?, Paris, Éditions l’École des Loisirs, 2009
- Les Voitures de Jibril, Paris, Éditions l’École des Loisirs, 2011
- La Fête de la tomate, Paris, Éditions l’École des Loisirs, 2012
- Patricio et Renata, Paris, Éditions l’École des Loisirs, 2013
- Un palmier à marier, Paris, Éditions l’École des Loisirs, 2015
- Le bain de Mammout, Paris, Éditions l’École des Loisirs, 2016
- La vraie Place des étoiles, Paris, Éditions l’École des Loisirs, 2017
- Bienvenue sur mon île, Paris, Éditions l’École des Loisirs, 2018
- Mon petit cheval Mahabat, Paris, Éditions l’École des Loisirs, 2019
- Croc-Croc caïman, Paris, Éditions l’École des Loisirs, 2020
- Accroche-toi à maman !, Paris, Éditions l’École des Loisirs, 2022

## Prix et distinctions
- 1978 : Kodansha Prize – Poems of Spring (1977), Kodansha, Japon.
- 1978 :  Foire du livre de jeunesse de Bologne[4] : Mention, pour Suzette et Nicolas au marché
- 1981 : Art Award – Keep Running, Allen! (1978), Sankei Children's Book Award.
- 1989 : Notable Book Award (en) – Danse, Tanya (1989), Association for Library Service to Children (en), American Library Association.
- 1992 : Selection Award – Bravo, Tanya (1992), Cooperative Children's Book Center, University of Wisconsin–Madison[5].
- 2003 : Selection Award – Mon cochon Amarillo. Une histoire du Guatemala (2002), Lasting Connections, American Library Association[6].
- 2005 : Selection Award – La La Rose (2004), Cooperative Children's Book Center, University of Wisconsin–Madison[5].
- 2007 : Selection Award – Le Magasin de mon père (2006), Cooperative Children's Book Center, University of Wisconsin–Madison[5].
- 2007 : Grades K-2 Selection Award – Le Magasin de mon père (2006), Outstanding International Books, United States Board on Books for Young People (en)[7].
- 2007 : Honor – Le Magasin de mon père (2006), Children's Africana Book Awards, Africa Access[8].
- 2014 : Selection Award – Mon plus beau cadeau, c’est toi ! (2001), El día de los niños/El día de los libros, Association for Library Service to Children[9].